# 毛萼木蓝
毛萼木蓝（学名：[Indigofera canocalyx] 错误：{{Lang}}：文本有斜体标记（帮助））为豆科木蓝属下的一个种。

## 扩展阅读
- 維基物種上的相關：毛萼木蓝